# Eda Nolan
Eda Kristy Cabilan (Cebú, 14 de diciembre de 1988), más conocida como Eda Nolan, es una actriz filipina. Es conocida por su papel como Junniper en la sitcom Let's Go y Go Ir Kada de la cadena televisiva ABS-CBN. Ha sido miembro de Star Magic, de ABS CBN en la casa de círculo de talentos, desde 2006.

## Filmografía

### Televisión
| Año  | Título                                                 | Papeles                            | Notas                                              |
| 2004 | Star Circle National Teen Quest                        | herself/contestant                 | One of the top 25 contestants                      |
| 2006 | Maalaala Mo Kaya: "Kwintas"                            | sister of Jason (John Lloyd)       |                                                    |
| 2006 | Let's Go                                               | Junniper                           | Original cast member. Season 1-3.                  |
| 2007 | That's my Doc!                                         | Eda                                | Original cast. She left the show due to pregnancy. |
| 2007 | Walang Kapalit                                         | Vanessa                            |                                                    |
| 2007 | Go Kada Go                                             | Junniper                           | Main cast member.                                  |
| 2007 | Komiks Presents: Si Pedro Penduko at ang mga Engkantao | Mayumi                             |                                                    |
| 2007 | Komiks Presents: Da Adventures of Pedro Penduko        | Mayumi                             |                                                    |
| 2007 | Love Spell: "Click na Click"                           | Cali Eugenio                       |                                                    |
| 2007 | Star Magic Presents: "Love & the City"                 | Rose                               |                                                    |
| 2007 | Amor Chico                                             | Amor                               | Title role, as Amor.                               |
| 2008 | My Girl                                                | Sarah (Hannah's biological mother) |                                                    |
| 2008 | Your Song: "Bakit Ba Ganyan?"                          | Demi                               |                                                    |
| 2008 | Maalaala Mo Kaya: "Kanin"                              | young Aurora                       |                                                    |
| 2008 | Pieta                                                  | young Ising                        |                                                    |
| 2008 | Dragonna                                               | Ella                               |                                                    |
| 2009 | Kambal sa Uma                                          | young Lola Salve                   |                                                    |

### Películas
| Año  | Título                                | Papeles | Notas                 |
| 2008 | Kelly Kelly! Ang Hit na musical       | Doray   | only shown at schools |
| 2008 | Shake, Rattle & Roll X: Class Picture | Blue    |                       |